# أبو عبيدة البنشيري
علي أمين الرشيدي أو كما يعرف أبو عبيدة البنشيري (مايو 1950 - 23 مايو 1996) واحد من «القادة الأكثر قدرة وشعبية» في تنظيم القاعدة وعندما غرق في بحيرة فيكتوريا في عام 1996 كان على رأس القاعدة في شمال أفريقيا والثاني على مستوى قيادة القاعدة بأكملها بعد أسامة بن لادن.
ولد في مايو 1950 في القاهرة، وكان بمثابة شرطي مصري قبل أن ينضم لمقاتلة الاحتلال السوفياتي في أفغانستان، وكان شقيقه قد شارك في اغتيال الرئيس المصري أنور السادات، وفي أفغانستان حضر البنشري الاجتماع التأسيسي لتنظيم القاعدة، جنبا إلى جنب مع بن لادن، وممدوح محمود سالم، وآخرين.
كان يعرف في كينيا وتنزانيا بالأسماء المستعارة مثل عادل حبيب، كريم، وجلال. وقد تزوج امرأة كينية، وأقام مشروع تجاري في نيروبي لاستيراد السيارات من دولة الإمارات.